# Skopje Jazz Festival
Skopje Jazz Festival – festiwal muzyki jazzowej, który odbywa się cyklicznie w stolicy Macedonii Północnej, Skopje, od 1982 roku.
Inicjatywa miała największy wzrost popularności w latach 1980–1990. Mimo iż prezentowany gatunek muzyczny wydaje się być daleki od lokalnej kultury i tradycji, nadal znajduje sobie wielu zwolenników wśród Macedończyków. Festiwal zyskał prestiżowe znaczenie nie tylko w Macedonii, ale także na Bałkanach i w całej Europie. Od początku istnienia, festiwal gościł takie sławy jak: John McLaughlin, Ornette Coleman, Herbie Hancook, McCoy Tyner, Joe Zawinul, Dave Holland, Charlie Haden, Chick Corea, Stanley Clarke, Art Ensemble of Chicago, Pat Matheny, Tito Puente Anthony Braxton, Ray CHarles, Cubanismo, DD Jackson, Sierra Maestra, Marshal Allen, Rabih Abou-Khalil, Gotan Project, Maria Joao, Toni Kitanovski, Al Di Meola, Youssou N’Dour, Brazilian Girls.